# Мансфийлд
Вижте пояснителната страница за други значения на Мансфийлд.
Мансфийлд (на английски: Mansfield) е град в Централна Англия, графство Нотингамшър. Намира се на 20 km северно от Нотингам. Населението му по данни от преброяването през 2011 г. е 99 600 души.

## Спорт
Представителният футболен отбор на града се казва ФК Мансфийлд Таун.

## Личности
Родени
- Рик Лий (р. 1945), музикант